# (500876) 2013 JD64
(500876) 2013 JD64, também escrito como (500876) 2013 JD64, é um objeto transnetuniano que está localizado no disco disperso, uma região do Sistema Solar. Ele possui uma magnitude absoluta de 8,0 e tem um diâmetro estimado de 111 quilômetros.

## Descoberta
(500876) 2013 JD64 foi descoberto no dia 8 de maio de 2013 pelo Outer Solar System Origins Survey.

## Órbita
A órbita de (500876) 2013 JD64 tem uma excentricidade de 0,414 e possui um semieixo maior de 72,724 UA. O seu periélio leva o mesmo a uma distância de 42,610 UA em relação ao Sol e seu afélio a 103 UA.